# Massif des Écrins
Bjergene i Massif des Écrins udgør kerneområdet i Parc national des Écrins i Frankrig.
Højeste top Barre des Ecrins, ligger i departementet Hautes-Alpes i regionen Provence-Alpes-Côte d'Azur, lige ved grænsen til departementet Isère i regionen Rhône-Alpes.

## Bjerge i massivet
- Barre des Écrins 4102 m
- La Meije 3983 m
- Ailefroide 3954 m
- Mont Pelvoux 3946 m
- Pic Sans Nom 3913 m
- Pic Gaspard 3883 m
- Le Râteau 3809 m
- Pic Coolidge 3774 m
- La Grande Ruine 3765 m
- Roche Forio 3730 m
- Les Bans 3669 m
- Les Agneaux 3663 m
- Pic de la Grave 3628 m
- Pic de Neige Cordier 3614 m
- Aiguille du Plat de la Selle 3597 m
- Les Rouies 3589 m
- Olan 3564 m
- La Plaret 3564 m
- Tête de l'Etret 3559 m
- Tête de Gandoliere 3544 m
- L'Encoula 3533 m
- Pointe des Arcas 3478 m
- Roche de la Muzelle 3465 m
- Pointe Guyard 3460 m
- Tête des Fétoules 3459 m
- Le Sirac 3440 m
- Tête du Rouget 3435 m
- Pic de Says 3421 m
- Grande Aiguille de la Bérarde 3419 m
- Aiguille des Arias 3403 m
- Pointe de l'Aiglière 3308 m
- Pointe Swan 3294 m
- Le Jandri 3288 m
- Tetes des Soulaures 3242 m
- Pointe de Rougnoux 3179 m
- Têtes des Vautisse 3156 m
- Pic Combeynot 3155 m
- Aiguille Dibona 3130 m
- Le Vieux Chaillol 3167 m
- Pic des Souffles 3098 m
- Tête de Dormillouse 3084 m
- Pointe des Estaris 3080 m
- Le Rochail 3023 m
- Aiguille de Cedera 2883 m
- Grun de Saint Maurice 2776 m

## Glaciers
- Glacier Blanc
- Glacier Noir

## Eksterne kilder og henvisninger
- Massif des Écrins Arkiveret 27. april 2009 hos  Wayback Machine (fransk)
- GR54 Hike in the Écrins Arkiveret 26. september 2017 hos  Wayback Machine (nederlandsk/hollandsk)